# Edmond Halley
Retrato por Thomas Murray, ca. 1687
placa comemorativa
Vista da sepultura.
Edmond Halley (Haggerston, 8 de novembro de 1656 — Greenwich, 14 de janeiro de 1742) foi um astrônomo e matemático britânico, célebre por ser o observador da órbita e decifrar o tempo do cometa Halley, em 1696. Foi amigo de Isaac Newton, e ajudou-o a publicar suas três leis da mecânica.

## Biografia

### Início da vida
Halley nasceu em Haggerston, em Middlesex. De acordo com Halley, sua data de nascimento foi 8 de novembro [O.S. 28 de outubro] de 1656; seu pai, Edmond Halley Sr., veio de uma família de Derbyshire e era um rico fabricante de sabão em Londres. Quando criança, Halley estava muito interessado em matemática. Estudou na St. Paul's School, onde desenvolveu seu interesse inicial em astronomia, e foi eleito capitão da escola em 1671. Em 3 de novembro de 23, a mãe de Halley, Anne Robinson, morreu. Em julho de 6, ele começou a estudar no The Queen's College, Oxford. Halley levou um telescópio de vinte e quatro pés (9,7 m) de comprimento com ele, aparentemente pago por seu pai. Enquanto ainda estava na graduação, Halley publicou artigos sobre o Sistema Solar e manchas solares. Em março de 11, ele escreveu a John Flamsteed, o Astrônomo Real (o primeiro da Inglaterra), dizendo-lhe que as principais tabelas publicadas sobre as posições de Júpiter e Saturno estavam erradas, assim como algumas das posições estelares de Tycho Brahe.

### Realizações
Edmond Halley foi o primeiro astrônomo a teorizar que os cometas seriam objetos periódicos e previu que no ano de 1758 um cometa cruzaria o Sistema Solar. Devido a essa previsão, em sua homenagem, o cometa passou a ser chamado cometa Halley. Aplicou o método de Newton para calcular órbitas de cometas em 24 astros deste tipo e descobriu que aqueles observados em 1531, 1607 e 1682 tinham órbitas muito similares. Concluiu então que esse e outros cometas não eram objetos novos e sim objetos redescobertos que apenas retornavam às regiões interiores do Sistema Solar.
Halley publicou os resultados de suas observações em 1705, na obra A Synopsis of the Astronomy of Planets (Uma Sinopse da Astronomia dos Planetas). Os estudos sobre os cometas, porém, ocuparam apenas uma pequena parte da sua vida científica. Além de ser Astrônomo Real Britânico e professor da Cátedra Savilian de geometria na Universidade de Oxford, Halley produziu em 1678 um mapa do céu meridional. Mostrou em 1716 como a distância entre a Terra e o Sol poderia ser calculada a partir dos trânsitos (passagens por uma linha de referência) de Mercúrio e Vênus, e descobriu o movimento próprio das estrelas em 1718.

### A aposta
Uma das maiores contribuições de Halley para o conhecimento humano talvez tenha sido a de ter tomado parte numa aposta com dois outros grandes cientistas do seu tempo: Robert Hooke e Christopher Wren. Numa noite de 1683, os três estavam a jantar juntos em Londres, e a certa altura a conversa recaiu sobre o movimento dos corpos celestiais. Sabia-se até o momento que as órbitas dos planetas eram elípticas, mas não se sabia o porquê. Wren propôs um generoso prémio de 40 xelins (equivalente a duas semanas de ordenado) ao primeiro que encontrasse a resposta.
Hooke afirmou que já tinha a resposta, mas recusou-se a revelá-la com o pretexto de não querer tirar dos outros a satisfação de encontrarem a solução. Halley, entretanto, ficou obcecado com a ideia de encontrar a resposta, e viajou a Cambridge no ano seguinte para perguntar ao Catedrático de Matemática, Isaac Newton, se o podia ajudar.

Graças a Abraham DeMoivre, um dos confidentes de Newton, ficámos com um registo de um dos encontros mais importantes da história da ciência: 
“Em 1684 o doutor Halley veio de visita a Cambridge, (e) depois de algum tempo juntos, o doutor perguntou-lhe como pensava que seria a curva descrita pelos planetas, partindo do princípio que a força de atracção em relação ao Sol era inversamente proporcional ao quadrado da distância entre este e cada planeta.”
Esta era uma referência a uma regra de matemática conhecida como lei do inverso do quadrado da distância, que Halley pensava estar na base da explicação, embora não soubesse exatamente como.
“Sir Isaac respondeu de imediato que seria uma elipse. O doutor, espantado e contente ao mesmo tempo, perguntou-lhe como sabia. ‘Ora’, disse, ‘fiz o cálculo’, pelo que o doutor Halley pediu para ver os cálculos sem mais delongas, e Sir Isaac procurou nos seus papéis, mas não conseguiu encontrar.”
Pressionado por Halley, Newton então concordou em refazer os cálculos e apresentar um estudo sobre isso. Fez muito mais do que o prometido. Retirou-se durante dois anos e, ao fim de intensas reflexões e rabiscos frenéticos, acabou por apresentar a sua obra-prima, Philosophia Naturalis Principia Mathematica, ou Princípios Matemáticos da Filosofia Natural, mais conhecido como Principia, contendo todas as conhecidas leis de Newton e a lei da gravitação universal, a primeira lei de caráter universal a ser produzida pela mente humana.
Isaac Newton tornou-se famoso de um dia para o outro, e Edmond Halley transmitiu sua opinião, partilhada pelos seus contemporâneos (entre eles o matemático Gottfried von Leibiniz): “Nenhum mortal pode se aproximar mais dos deuses”.

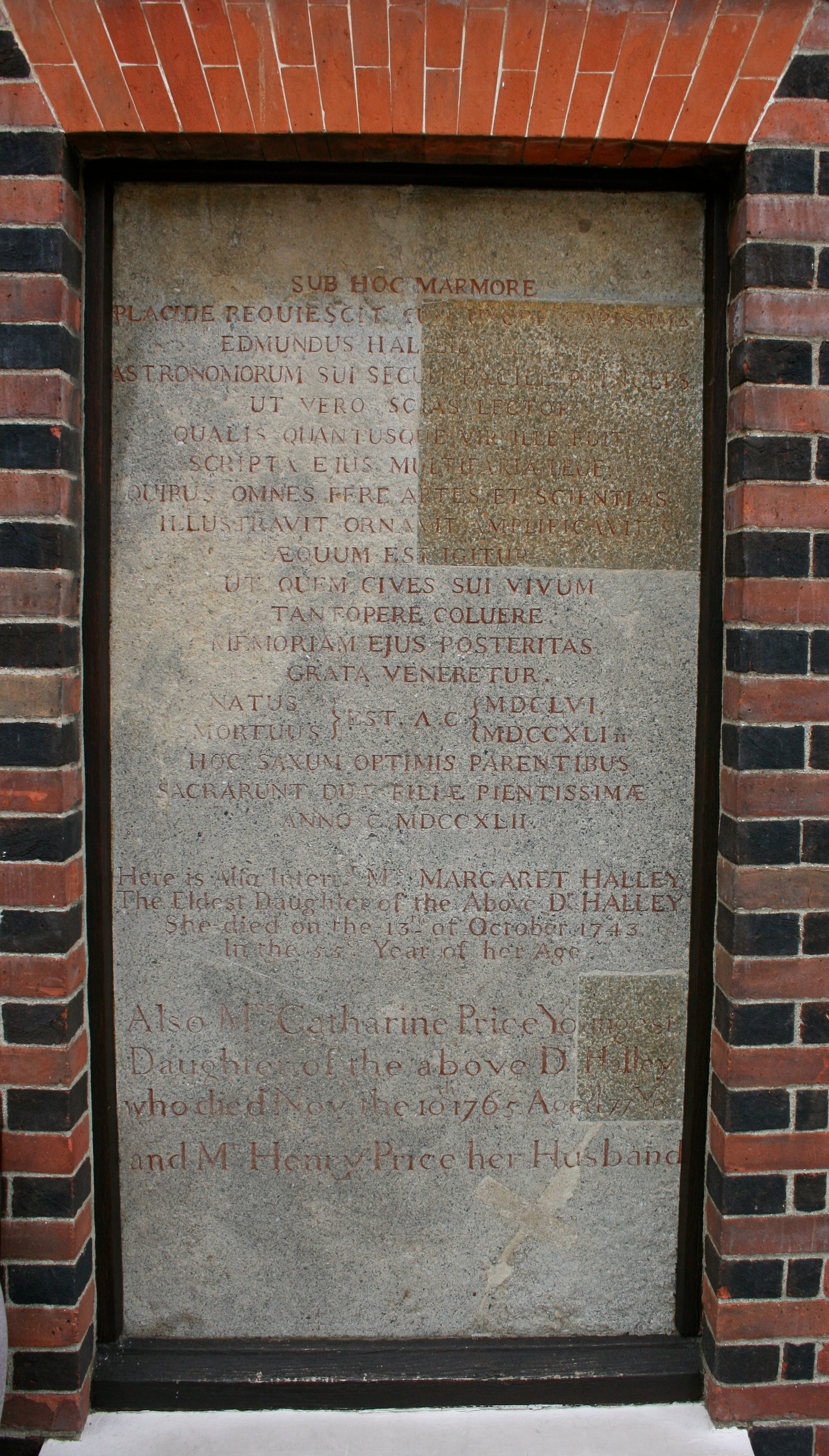
Placa sepulcral de Edmond Halley, atualmente localizada no Observatório Real de Greenwich; Halley não está sepultado lá, mas em St Margaret's, Lee, a 30 minutos a pé do observatório

## Outras descobertas
Descobriu também a relação entre a pressão barométrica e a altura acima do nível do mar, mapeou o campo magnético superficial da Terra, predisse de forma precisa as trajetórias dos eclipses solares e apresentou pela primeira vez uma justificativa racional para a existência da aurora boreal através de seus estudos sobre o campo magnético terrestre. Halley também dedicou uma parte de seu tempo aos assuntos relativos à economia, à engenharia naval e à diplomacia, exercendo papel de destaque na publicação dos Principia, de Isaac Newton.
Também desenvolveu notáveis observações sobre o magnetismo terrestre, demonstrou que as chamadas estrelas fixas têm movimento próprio, embora muito lento, publicou diversos trabalhos matemáticos, colaborou no projeto da construção do Observatório de Greenwich.
Na atuária e demografia, contribuiu com estudos sobre mortalidade e com a obra An Estimate of the Degrees of the Mortality of Mankind, de 1693, no qual apresenta a Breslau Table, a primeira tábua de mortalidade construída sob preceitos científicos, com dados de nascimento e mortalidade obtidos na cidade silesiana de Breslau pelo professor alemão Caspar Neumann.

## Homenagens
- Cometa Halley — Halley previu o retorno do cometa
- Cratera Halley em Marte
- Cratera Halley na Lua
- Estação Britânica de Pesquisa Halley, Antártica
- Método Halley para a solução numérica de equações matemáticas
- Halley Street em Blackburn, Victoria, Austrália
- Asteroide 2688 Halley